# Sobrinus
Sobrinus es un grupo de rock madrileño formado en 1995. Tras una pausa anunciada en 2004 volvieron en 2017 hasta el día de hoy. La banda estuvo formada por tres integrantes: Sidney Gámez a la voz y la guitarra eléctrica, Javier Fernández al bajo eléctrico y Roberto Lozano "Loza" a la batería. La agrupación se modificó tras su segundo disco con la llegada de un nuevo baterista, David Parrilla, que sustituyó a Loza, con el que hicieron su último disco. A partir de su regreso en 2017 también se incorpora como músico JuanP Holguera a la guitarra eléctrica y los coros, unido al grupo desde 2003 hasta 2019. 
Pese al cambio de miembros, su personal estilo ha seguido siendo el mismo, guiados por Javi y Sidney. Su música es ecléctica por naturaleza, rock en lo básico con toques de funk, jazz, punk, hardcore... No en vano, siempre han declarado escuchar con idéntica pasión a King Crimson, Police o Frank Zappa. Su estilo, con imaginativos cambios de ritmo y síncopas, está muy influenciado por la banda estadounidense Primus, conjunto del que empezaron haciendo versiones antes de componer sus primeros temas y del que deriva su nombre. Tanto en sus directos como en sus discos muestran una corriente alternativa orientada al indie. Abundan las letras surrealistas y humorísticas como Mona Lisa; cabe destacar también en ellas el empleo de originales juegos de palabras, dilogías, similicadencias y paronimias de expresiva musicalidad.
La banda se formó en Móstoles cuando sus componentes rondaban de media los 22 años de edad. Cansados de vagar por otras agrupaciones locales, decidieron unirse para hacer algo diferente. Sus primeros ensayos fueron en la trastienda de una tintorería, y sus primeros conciertos en el Bar Vaido de Móstoles. En 1995 realizaron las primeras grabaciones y en 1996 sacaron su primer disco, Sobrinus (Siroco Records, 1996), que incluía una de sus más aclamadas canciones, Pitufa. Recorrieron salas de la capital como 'La Sala' (en la que tocaron varias veces en su escenario) y se curtieron en diferentes concursos y eventos. Lograron ganar el concurso Imaginarock, lo que les impulsó a grabar su segundo disco, Zapin´ (Siroco Records, 1998), del que, entre otras, destaca la canción Ex Latin Lover, inspirada en el poema de El viejo Latin Lover de Tito Muñoz. Ejemplo de su aperturismo musical fue la versión del tema No tocarte de Radio Futura y de Message in a bottle de The Police que grabaron en directo para el programa Peligrosamente Juntas de Radio 3 el 25 de septiembre de 1997.
Su tercer y último disco, 13 Muecas Compiladas (Desofá, 2003), fue lanzado desde su propio sello discográfico, Desofá Records (fundado por Sidney Gámez y JuanP Holguera), como rasgo de su independencia, ya que ellos se consideraban afectados por el sistema comercial que impera en el panorama musical. En él aparece la colaboración del “enemigo” Josele Santiago, con coros en La Música es un Dios. Este tercer disco mostraba una vez más su estilo inconfundible, reivindicando así la libertad de la que gozan los músicos que crean sin ataduras comerciales. Por un lado esto enalteció a la banda, pero también provocó un gran desgaste, ya que fue muy duro para ellos hacer de productores, mánager, road managers, conductores, etc., además de músicos. Esto hizo que el grupo se fuera viniendo abajo. En 2004 fueron sus últimos conciertos, ya que en diciembre del mismo año anunciaron su separación por medio de un comunicado a todos los seguidores de la banda. En junio de 2005 se separaron, tras su último concierto en la Sala Copérnico de Madrid, cuando la banda alcanzó sus diez años de andadura musical.
En 2017 reaparecen como parte del cartel del festival Sonorama de Aranda de Duero, y culminan su regreso con dos míticos conciertos en la sala El Sol de Madrid, los días 14 y 20 de diciembre de 2017. Unos meses más tarde, el grupo edita por primera vez en formato digital su disco 13 Muecas Compiladas con motivo de su actuación en el Mallorca Live Festival y sus fiestas de presentación en Madrid y Barcelona.
El grupo comienza a componer nuevas canciones pero todo se para en 2020 por la pandemia del COVID.
Una vez superado este tiempo entran a grabar el que es su esperado 4° álbum con el título de Renace.
Grabado en los estudios MercaderLab tuvo su primera puesta de largo en un concierto en la Sala El Sol en octubre de 2023.
El primer sencillo fue Dodecasílabo (noviembre), seguido de Es Evidente (enero 2024) y el tema Renace como último avance antes del lanzamiento del disco en marzo de 2024.
Mientras tanto la gira de presentación de Renace sigue su curso con conciertos en toda España, incluido festivales.
Sidney Gámez, JuanP Holguera y David Parrilla son también miembros de la banda Adrede y Roberto Lozano "Loza" es baterista de Sex Museum, Los Coronas y Corizonas.

## Discografía

### Álbumes
- Sobrinus. Siroco Records, 1996.
- Zapin. Siroco Records, 1998.
- 13 Muecas Compiladas. Desofá Records, 2003.

### EP
- Souvenir. Rne3/Siroco Records, 1997.
- La vida resuelta, Siroco Records, 2000.
- La música es un dios. Geishaelectronics Record Label, 2002.